# Стјепан Бобек
Стјепан Бобек (Загреб, 3. децембар 1923 — Београд, 22. август 2010) био је југословенски и хрватски фудбалер и фудбалски тренер.
Бобек је већину своје каријере провео у београдском Партизану, касније је био тренер црно-белих. Један је од најбољих играча ФК Партизан (уз Моцу Вукотића) и југословенске репрезентације. За репрезентацију Југославије играо је 63 утакмице и постигао 38 голова, што га чини другим најбољим нападачем свих времена.

## Биографија
Рођен 3. децембра 1923. у Загребу. Већ са тринаест и по година играо је за први тим Викторије, нижеразредног клуба. Као двадесетогодишњак постао је центарфор Грађанског.
Године 1945. је дошао у Партизан и за „црно-беле” је играо све до 1959. За тих тринаест година Бобек је одиграо 468 утакмица и дао 403 гола. Био је центарфор, индивидуалиста, сјајан дриблер, необично вешт голгетер. Касније је добио улогу конструктора игре. Играо је за тим уживајући у припремању шанси саиграчима. Бобеков последњи пас најчешће је био „пола гола”, а његово „ролање“ лопте и „златна пета” остали су у Југословенском фудбалу под Бобековим заштитним знаком као и лична креација. Као фудбалер Партизана Бобек је освојио два првенства и четири купа.
У својству тренера имао је више успеха: пет шампионских титула (три са Партизаном и две са Панатинаикосом), два купа (грчки и туниски) и једно прво место у другој савезној лиги Југославије (с Вардаром). Исто тако је земунску Галенику увео у Прву лигу Југославије. Године 1995, изабран је за најбољег фудбалера Партизана свих времена.
Сахрањен је у Алеји заслужних грађана на Новом гробљу у Београду.

## Рекорди и статистика
- 2 пута најбољи стрелац Првенства Југославије: 1945. године са 8 погодака у сезони 1953./54.
- 9 погодака у једном прволигашком сусрету (утакмица: 14. октобар - Партизан, 1:10) у Нишу 1946. године.
- 7 погодака за редом од 38. минута до 88. минута (утакмица 14. октобар - Партизан, 1:10) у Ниш у 1946. године.
- 8 погодака у једној куп утакмици 1951. години.
- 16 погодака у завршници купа 1951. године.
- 41 укупних погодака у купу.
- 38 погодака за југословенски фудбалски тим.
- 44 узастопних наступа за репрезентацију Југославије.
- Први играч који је имао 50 наступа за Југославију после Другог светског рата.
- Први играч који игра 60 утакмица за А тим Југославије.
- Као тренер за редом осваја: 3 првенстава Југославије (Партизан 1961, 1962, 1963) и два првенства Грчке (Панатинаикос 1964, 1965)[2]

## Репрезентација
За сениорску репрезентацију Југославије је дебитовао 9. маја 1946. у пријатељској утакмици против Чехословачке у Прагу, а први гол је постигао већ у реваншу 29. септембра исте године, када је Југославија победила Чехословачку са 4:2. За репрезентацију Југославије играо је 63 утакмице и постигао 38 голова. Од дреса са државним грбом опростио се 16. септембра 1956. у мечу Купа др. Гереа против Мађарске (1:3) у Београду.
Био је учесник два светска првенства — у Бразилу 1950. и у Швајцарској 1954, као и две Олимпијаде — у Лондону 1948. и у Хелсинкију 1952.

### Голови за репрезентацију
| #   | Датум               | Место                         | Противник        | Гол | Резултат | Такмичење                                |
| --- | ------------------- | ----------------------------- | ---------------- | --- | -------- | ---------------------------------------- |
| 1.  | 29. септембар 1946. | Београд, Југославија          | Чехословачка     | 4:1 | 4:2      | Пријатељска                              |
| 2.  | 7. октобар 1946.    | Тирана, Албанија              | Албанија         | 2:2 | 2:3      | Балкански куп                            |
| 3.  | 11. мај 1947.       | Праг, Чехословачка            | Чехословачка     | 2:1 | 3:1      | Пријатељска                              |
| 4.  | 22. јун 1947.       | Букурешт, Румунија            | Румунија         | 0:1 | 1:3      | Балкански куп                            |
| 5.  | 22. јун 1947.       | Букурешт, Румунија            | Румунија         | 1:3 | 1:3      | Балкански куп                            |
| 6.  | 14. септембар 1947. | Тирана, Албанија              | Албанија         | 1:1 | 2:4      | Балкански куп                            |
| 7.  | 19. октобар 1947.   | Београд, Југославија          | Пољска           | 2:0 | 7:1      | Пријатељска                              |
| 8.  | 19. октобар 1947.   | Београд, Југославија          | Пољска           | 7:0 | 7:1      | Пријатељска                              |
| 9.  | 31. јул 1948.       | Лондон, Енглеска              | Луксембург       | 6:1 | 6:1      | Олимпијске игре 1948.                    |
| 10. | 5. август 1948.     | Лондон, Енглеска              | Турска           | 2:1 | 3:1      | Олимпијске игре 1948.                    |
| 11. | 11. август 1948.    | Лондон, Енглеска              | Велика Британија | 0:1 | 1:3      | Олимпијске игре 1948.                    |
| 12. | 13. август 1948.    | Лондон, Енглеска              | Шведска          | 1:1 | 3:1      | Олимпијске игре 1948.                    |
| 13. | 19. јун 1949.       | Осло, Норвешка                | Норвешка         | 1:2 | 1:3      | Пријатељска                              |
| 14. | 21. август 1949.    | Београд, Југославија          | Израел           | 6:0 | 6:0      | Квалификације за Светско првенство 1950. |
| 15. | 18. септембар 1949. | Тел Авив, Израел              | Израел           | 0:2 | 2:5      | Квалификације за Светско првенство 1950. |
| 16. | 30. октобар 1949.   | Париз, Француска              | Француска        | 1:1 | 1:1      | Квалификације за Светско првенство 1950. |
| 17. | 13. новембар 1949.  | Београд, Југославија          | Аустрија         | 2:3 | 2:5      | Пријатељска                              |
| 18. | 11. јун 1950.       | Берн, Швајцарска              | Швајцарска       | 0:3 | 0:4      | Пријатељска                              |
| 19. | 29. јун 1950.       | Порто Алегре, Бразил          | Мексико          | 1:0 | 4:1      | Светско првенство 1950.                  |
| 20. | 7. септембар 1950.  | Хелсинки, Финска              | Финска           | 0:1 | 3:2      | Пријатељска                              |
| 21. | 10. септембар 1950. | Копенхаген, Данска            | Данска           | 0:2 | 1:4      | Пријатељска                              |
| 22. | 24. јун 1951.       | Београд, Југославија          | Швајцарска       | 1:0 | 7:3      | Пријатељска                              |
| 23. | 24. јун 1951.       | Београд, Југославија          | Швајцарска       | 6:0 | 7:3      | Пријатељска                              |
| 24. | 23. август 1951.    | Осло, Норвешка                | Норвешка         | 0:2 | 2:4      | Пријатељска                              |
| 25. | 23. август 1951.    | Осло, Норвешка                | Норвешка         | 0:4 | 2:4      | Пријатељска                              |
| 26. | 2. септембар 1951.  | Београд, Југославија          | Шведска          | 1:1 | 2:1      | Пријатељска                              |
| 27. | 20. јул 1952.       | Тампере, Финска               | Совјетски Савез  | 4:0 | 5:5      | Олимпијске игре 1952.                    |
| 28. | 22. јул 1952.       | Тампере, Финска               | Совјетски Савез  | 2:1 | 3:1      | Олимпијске игре 1952.                    |
| 29. | 25. јул 1952.       | Тампере, Финска               | Данска           | 4:1 | 5:3      | Олимпијске игре 1952.                    |
| 30. | 21. септембар 1952. | Београд, Југославија          | Аустрија         | 1:0 | 4:2      | Пријатељска                              |
| 31. | 21. септембар 1952. | Београд, Југославија          | Аустрија         | 2:0 | 4:2      | Пријатељска                              |
| 32. | 21. септембар 1952. | Београд, Југославија          | Аустрија         | 4:2 | 4:2      | Пријатељска                              |
| 33. | 21. децембар 1952.  | Лудвигсхафен, Западна Немачка | Западна Немачка  | 1:2 | 3:2      | Пријатељска                              |
| 34. | 26. септембар 1954. | Сарбрикен, Западна Немачка    | Сар              | 1:2 | 1:5      | Пријатељска                              |
| 35. | 3. октобар 1954.    | Беч, Аустрија                 | Аустрија         | 1:2 | 2:2      | Пријатељска                              |
| 36. | 17. октобар 1954.   | Сарајево, Југославија         | Турска           | 1:0 | 5:1      | Пријатељска                              |
| 37. | 17. октобар 1954.   | Сарајево, Југославија         | Турска           | 2:0 | 5:1      | Пријатељска                              |
| 38. | 17. октобар 1954.   | Сарајево, Југославија         | Турска           | 4:0 | 5:1      | Пријатељска                              |